# Christophe Capelle
Christophe Capelle (nascido em 15 de agosto de 1967) é um ex-ciclista francês que competia tanto em provas de pista, quanto de estrada.
Capelle conquistou uma medalha de ouro pela França na perseguição por equipes de 4 km nos Jogos Olímpicos de Verão de 1996 em Atlanta, ao lado de Philippe Ermenault, Jean-Michel Monin e Francis Moreau. Em Sydney 2000, representou França na corrida por pontos e prova de madison, mas sem conquistar medalhas. Capelle também competiu na prova de estrada, no entanto ele não conseguiu terminar. Competiu para a equipe Big Mat-Auber 93 no Tour de France 1999, onde completou a corrida e terminou em 115º na classificação geral.